# Begonia ynesiae
Begonia ynesiae é uma espécie de Begonia, nativa do Equador.